# هجرة الإنسان العاقل ما قبل الحديث
نشرت هجرة العصر الحجري القديم ما قبل الذروة الجليدية الأخيرة الإنسان العاقل الحديث تشريحيًا في جميع أنحاء أفروأوراسيا والأمريكيتين. خلال المناخ الهوليسيني الأمثل، بدأ السكان المعزولون سابقًا بالانتقال والاندماج، ما ولّد التوزيع ما قبل الحديث لأسر اللغات الأساسية في العالم.
في أعقاب التحركات السكانية للعصر الحجري جاءت الثورة الزراعية وتبعها التوسع الهندوأوروبي في أوراسيا وتوسع البانتو في أفريقيا.
تضمنت التحركات السكانية للفترة التاريخية البدائية أو المبكرة فترة الهجرة التي تبعها (أو اتصل بها) التوسع السلافي والهنغاري والنوردي والتركي والمغولي في فترة العصور الوسطى.
كانت جزر المحيط الهادئ والقطب الشمالي آخر المناطق في العالم التي تُستوطن بصورة دائمة التي وصلها البشر في الألفية الأولى بعد الميلاد.
منذ بداية عصر الاستكشاف وبداية الفترة الحديثة المبكرة وظهور الإمبراطوريات الاستعمارية، أصبح من الممكن تسريع وتيرة الهجرة على نطاق عابر للقارات.

## عصور ما قبل التاريخ

### العصر الحجري الحديث إلى العصر النحاسي
يُعتقد أن الزراعة مورست للمرة الأولى حوالي 10 آلاف قبل الميلاد في منطقة الهلال الخصيب. من هناك، تزايدت كموجة عبر أوروبا وهي رؤية يدعمها علم الوراثة الأثري ووصلت إلى شمال أوروبا قبل خمس ألفيات.
يقترح دليل معين (بما في ذلك دراسة أجراها بوسبي وآخرون عام 2016) اختلاطًا من الهجرات القديمة من أوراسيا إلى أجزاء من إفريقيا جنوب الصحراء. تظهر دراسة أخرى (أجراها رامسي وآخرون عام 2018) دليلًا أن الأوراسيين القدماء هاجروا باتجاه أفريقيا وأن اختلاط الأوراسي بالأفريقيين جنوب الصحراء يترواح بين 0 و50 بالمئة، ويختلف حسب المنطقة وعمومًا الأعلى (بعد شمال أفريقيا) في القرن الأفريقي وأجزاء من منطقة الساحل.

### العصر البرونزي
تُؤرخ الهجرة الهندوأوروبية المقترحة بصورة مختلفة إذ يُقال إنها تعود لنهاية العصر الحجري الحديث (ماريجا غيمبوتاس: حضارة الخزف المحزم وحضارة يامنا وحضارة كورغان) وتعود إلى بداية العصر الحجري الحديث (كولين رينفرو: حضارة ستارتشيفو وحضارة الفخار الخطي) وأواخر العصر الحجري القديم (مارسيل أوتي: نظرية استمرار العصر الحجري القديم).
يُعتقد غالبًا أن المتحدثين باللغة الهندوأوروبية البدائية نشأوا شمال البحر الأسود (حاليًا شرق أوكرانيا وجنوب روسيا)، ومن هناك هاجروا تدريجيًا ونشروا لغتهم من خلال الانتشار الثقافي إلى الأناضول وأوروبا إيران في آسيا الوسطى وجنوب آسيا بدايةً من نهاية العصر الحجري الحديث. تضع نظريات أخرى، مثل نظرية كولين رينفرو، تطورهم في فترة أبكر، في الأناضول، وتدعي أن اللغات والثقافة الهندوأوروبية انتشرت نتيجةً للثورة الزراعية في بدايات العصر الحجري الحديث.
يُعرف القليل نسبيًا عن السكان ما قبل الهندوأوروبيين أي أوروبا القديمة. بقيت لغة الباسك من تلك الفترة وكذلك لغات السكان الأصليين للقوقاز. يُعد شعب السامي مميزين جينيًا بين شعوب أوروبا، لكن لغة السامي، بصفتها جزءًا من اللغات الأورالية، انتشرت داخل أوروبا في ذات الوقت الذي انتشرت فيه اللغات الهندوأوروبية. ومع ذلك، امتلك المتحدثون باللغات الأورالية مثل الفنلنديين والإستونيين تواصلًا أكبر مع الأوروبيين الآخرين، لهذا يشتركون اليوم بجينات أكثر معهم مما يشتركون مع شعب السامي.
يمكن إعادة تأسيس أول الهجرات من المصادر التاريخية هي تلك التي حدثت من ألفيتين قبل الميلاد. بدأ الهندوأوروبيين البدائيين توسعهم منذ حوالي 2000 قبل الميلاد، توثق الريغفيدا وجود الهندوآريين في منطقة البنجاب منذ أواخر الألفية الثانية قبل الميلاد ووُثق وجود القبائل الإيرانية في المصادر الآشورية كما في الهضبة الإيرانية من القرن التاسع قبل الميلاد. في أواخر العصر البرونزي، اجتاح السكان المنتقلون بحر إيجة والأناضول وأخذوا لقب شعوب البحر، ما أدى إلى انهيار الإمبراطورية الحثية وإطلاق العصر الحديدي.

### التوسع الأسترونيزي
كانت جزر المحيط الهادئ مأهولةً بالسكان خلال الفترة بين 1600 قبل الميلاد و1000 بعد الميلاد. جاء شعب لابيتا، الذين حصلوا على اسمهم من الموقع الأثري في لابيتا، كاليدونيا الجديدة، حيث اكتُشف الفخار المميز لأول مرة، من أوسترونيزيا، وربما غينيا الجديدة، ووصلوا إلى جزر سليمان، حوالي 1600 قبل الميلاد، وفي وقت لاحق إلى فيجي وساموا وتونغا. بحلول بداية الألفية الأولى قبل الميلاد، كانت معظم بولينيزيا عبارة عن شبكة فضفاضة من الثقافات المزدهرة التي استقرت على سواحل الجزر وعاشت قبالة البحر. بحلول عام 500 قبل الميلاد كانت ميكرونيزيا مستعمرة بالكامل. كانت آخر منطقة من بولينيزيا وُصل إليها هي نيوزيلندا في حوالي عام 1000.

### توسع البانتو
يعد توسع البانتو هو النمط الرئيسي للهجرة في عصور ما قبل التاريخ والذي شكل التكوين العرقي واللغوي لأفريقيا جنوب الصحراء.
نشأ البانتو، وهو فرع من شعب النيجر والكونغو، في غرب إفريقيا حول منطقة أنهار بينو كروس في جنوب شرق نيجيريا. ابتداءً من الألفية الثانية قبل الميلاد، انتشروا في وسط أفريقيا، وبعد ذلك، خلال الألفية الأولى قبل الميلاد وما بعده إلى الجنوب الشرقي، ونشروا الرعي والزراعة. خلال الألفية الأولى بعد الميلاد، سكنوا الجنوب الأفريقي. في هذه العملية، أزاحت لغات البانتو اللغات الخويسانية الأصلية في وسط وجنوب إفريقيا.

### شعوب القطب الشمالي
كانت المنطقة القطبية الشمالية هي المنطقة الأخيرة التي استقر فيها البشر بشكل دائم، ووصلت إليها حضارة دورست خلال حوالي 500 قبل الميلاد إلى 1500 بعد الميلاد. الإنويت هم أحفاد ثقافة ثول، التي ظهرت من غرب ألاسكا حوالي 1000 بعد الميلاد وحلت تدريجياً مكان ثقافة دورست.

## الهجرة التاريخية البدائية والتاريخية المبكرة
يستخدم المصطلح الألماني Landnahme (أخذ الأرض) أحيانًا في التأريخ لحدث الهجرة المرتبط بأسطورة مؤسسية، على سبيل المثال غزو كنعان في الكتاب المقدس العبري، والهجرة الهندية الآرية والتوسع داخل الهند التي ألمِح إليها في الريغفيدا، وتقاليد الغزو في الدورة الأسطورية الأيرلندية، التي تفسر كيفية وصول الغيل إلى أيرلندا عند وصول الفرنجة إلى أستراسيا فترة الهجرة، والغزو الأنجلوساكسوني لبريطانيا، واستيطان آيسلندا في عصر الفايكنج، والهجرات السلافية، والغزو المجري... إلخ.

### العصر الحديدي
أدى الغزو الدوري لليونان إلى العصور المظلمة اليونانية. هُجِّر الأورارتيين من قبل الأرمن، وهاجر السيميريون والموشكيون من القوقاز إلى الأناضول. يربط اتصال التراقي-القرمي هذه الحركات بعالم السلتي البدائي في وسط أوروبا، ما يؤدي إلى إدخال الحديد إلى أوروبا والتوسع السلتي إلى أوروبا الغربية والجزر البريطانية حوالي 500 قبل الميلاد.

### فترة الهجرة
يشير المؤرخون الغربيون إلى فترة الهجرات التي فصلت العصور القديمة عن العصور الوسطى في أوروبا باسم الهجرات العظمى أو فترة الهجرات. وتنقسم هذه الفترة كذلك إلى مرحلتين.
شهدت المرحلة الأولى، من عام 300 إلى 500، حركة القبائل الجرمانية والسارماتية والهونية وانتهت باستيطان هذه الشعوب في مناطق الإمبراطورية الرومانية الغربية السابقة.
شهدت المرحلة الثانية، بين 500 و900، انتقال القبائل السلافية والتركية وغيرها من القبائل، وإعادة الاستقرار في أوروبا الشرقية وجعلها تدريجيًا في الغالب السلافية. علاوة على ذلك، هاجر المزيد من القبائل الجرمانية داخل أوروبا خلال هذه الفترة، بما في ذلك اللومبارديين (إلى إيطاليا)، والأنجل والساكسون، والجوت (إلى الجزر البريطانية). شهدت المرحلة الأخيرة من الهجرات قدوم المجريين إلى سهل بانونيا.
أشار المؤرخون الألمان في القرن التاسع عشر إلى هذه الهجرات الجرمانية باسم Völkerwanderung، أي هجرات الشعوب.
ترتبط فترة الهجرة الأوروبية بالتوسع التركي المتزامن الذي أدى في البداية إلى نزوح شعوب أخرى نحو الغرب، وبحلول العصور الوسطى، وصل السلاجقة الأتراك أنفسهم إلى البحر الأبيض المتوسط.